# Сторонній (фільм, 2019)
«Сторонній» (англ. Stranger) — фантастичний трилер українського режисера Дмитра Томашпольського 2019 року. Знімали картину за підтримки Держкіно. Однією з локацій стала станція аерації у Бортничах поблизу Києва.

## Синопсис
Команда з шести синхроністок безслідно зникає у воді під час виступу на очах у сотні глядачів. Це стало першою нерозкритою справою інспектора Глуховської (Анастасія Євтушенко) за роки бездоганної служби у поліції. Через п’ять років – нова заява про зникнення. У водолікарні з зачиненої зсередини кімнати зникла пацієнтка під час прийому хвойно-перлинної ванни. Аби розплутати цю справу Глуховська вирушає до водолікарні, де ще до її приходу всі знають хто вона і навіщо тут з’явилася.

## Зйомки
Для ролі Анастасія Євтушенко змінила колір волосся. Для зйомок фільму акторці потрібно було тонути у глибокому басейні п’ять дублів. Ця сцена стала для неї найскладнішою.
Однією з локацій стала станція аерації у Бортничах поблизу Києва. 

## Нагороди
Фантастичний трилер «Сторонній» від режисера та сценариста Дмитра Томашпольського вперше був показаний на кінофестивалі у Сеулі у 2019. Загалом, станом на 22 липня 2023 року, фільм було відібрано до конкурсного показу на 27 міжнародних кінофестивалях, де він виборов 15 нагород.
- Terror in the Bay Film Festival (Ontario, Canada) – Nomination Best Feature Film / Winner Best Cinematography, 2019
- Вloodstained Indie Film Festival (Tokyo, Japan, 2019) – Winner Best Sci-Fi Feature Film
- The Sci-Fi, Terror and Fantasy Film Festival (Bogota, Colombia, 2019) – Best Sci-fi feature film / Best direction in a feature film / Best script in a feature film / Best cinematography in a feature film / Best production design in a feature film
- Hollywood Blood Horror Festival (Los Angeles, CA, 2019) – The Best Original Screenplay
- Monsters of Horror International Film Festival (Tulsa, Oklahoma, USA, 2020) – Winner Best Foreign Feature
- Fantaspoa International Fantastic Film Festival (Porto Alegre, Brazil, 2020) – Best Art Direction
- Ravenheart International Film Festival (Oslo, Norway, 2020) – Best Сinematography